# Vålerenga Fotball 2007
Questa voce raccoglie le informazioni riguardanti il Vålerenga Fotball nelle competizioni ufficiali della stagione 2007.

## Rosa
| N. |                      | Ruolo | Calciatore           |
| -- | -------------------- | ----- | -------------------- |
| 1  | Islanda (bandiera)   | P     | Árni Gautur Arason   |
| 3  | Danimarca (bandiera) | D     | Allan Jepsen         |
| 4  | Norvegia (bandiera)  | C     | Thomas Holm          |
| 5  | Norvegia (bandiera)  | D     | André Muri           |
| 6  | Norvegia (bandiera)  | D     | Freddy dos Santos    |
| 7  | Norvegia (bandiera)  | A     | Daniel Fredheim Holm |
| 8  | Polonia (bandiera)   | C     | Sebastian Mila       |
| 9  | Norvegia (bandiera)  | C     | Jørgen Jalland       |
| 10 | Norvegia (bandiera)  | A     | Jan-Derek Sørensen   |
| 11 | Norvegia (bandiera)  | C     | Morten Berre         |
| 13 | Norvegia (bandiera)  | D     | Jarl André Storbæk   |
| 16 | Danimarca (bandiera) | D     | Dan Thomassen        |
| 17 | Norvegia (bandiera)  | C     | Mohammed Fellah      |
| 18 | Norvegia (bandiera)  | A     | Rune Lange           |

| N. |                     | Ruolo | Calciatore                |
| -- | ------------------- | ----- | ------------------------- |
| 19 | Norvegia (bandiera) | C     | Christian Grindheim       |
| 20 | Norvegia (bandiera) | D     | Jørgen Horn               |
| 21 | Norvegia (bandiera) | A     | Alexander Mathisen        |
| 22 | Norvegia (bandiera) | D     | Ronny Johnsen             |
| 23 | Norvegia (bandiera) | D     | Arnar Førsund             |
| 24 | Norvegia (bandiera) | D     | Kjetil Wæhler             |
| 25 | Norvegia (bandiera) | C     | Steinar Strømnes          |
| 26 | Serbia (bandiera)   | C     | Bojan Zajić               |
| 27 | Norvegia (bandiera) | A     | Glenn Roberts             |
| 28 | Norvegia (bandiera) | C     | Harmeet Singh             |
| 30 | Norvegia (bandiera) | P     | Øyvind Bolthof            |
| 31 | Norvegia (bandiera) | C     | Kristian Brix             |
| 34 | Islanda (bandiera)  | A     | Gunnar Heiðar Þorvaldsson |
| –– | Norvegia (bandiera) | A     | Jalal El Gharbi           |

## Risultati

### Campionato

#### Girone di andata
| Arbitro: | Berntsen (Vang) |

|             |           |  |
| Sequeira 8’ | Marcatori |  |

| Arbitro: | Sandmoen |

|                   |           |              |
| Fredheim Holm 74’ | Marcatori | 33’ Nannskog |

| Arbitro: | Alseth (Stjørdal) |

|                            |           |             |
| Sæternes 2’, 10’, 29’, 66’ | Marcatori | 85’ Storbæk |

| Oslo 28 aprile 2007, ore 19:00 CEST 4ª giornata | Vålerenga      | 0 – 0 referto | Strømsgodset | Ullevaal Stadion (14.355 spett.)\| Arbitro: \| Hauge (Bergen) \| |
| Arbitro:                                        | Hauge (Bergen) |               |              |                                                                  |

| Arbitro: | Skjerven (Kaupanger) |

|                      |           |                    |
| Berre 35’ Wæhler 48’ | Marcatori | 80’ (rig.) Iversen |

| Arbitro: | Helgerud (Lier) |

|            |           |  |
| Fevang 48’ | Marcatori |  |

| Arbitro: | Moen (Haugesund) |

|                     |           |  |
| Berre 51’ Lange 90’ | Marcatori |  |

| Arbitro: | Berntsen (Vang) |

|                |           |  |
| Jóhannsson 56’ | Marcatori |  |

| Arbitro: | Helgerud (Lier) |

|           |           |             |
| Lange 39’ | Marcatori | 90’ Gulsvik |

| Arbitro: | Hauge (Bergen) |

|  |           |           |
|  | Marcatori | 18’ Berre |

| Oslo 20 giugno 2007, ore 21:25 CEST 11ª giornata | Vålerenga            | 0 – 0 referto | Lyn Oslo | Ullevaal Stadion (19.468 spett.)\| Arbitro: \| Skjerven (Kaupanger) \| |
| Arbitro:                                         | Skjerven (Kaupanger) |               |          |                                                                        |

| Arbitro: | Skjerven (Kaupanger) |

|          |           |  |
| Aarøy 6’ | Marcatori |  |

| Arbitro: | Sælen (Bergen) |

|                      |           |                          |
| Steenslid 24’ (aut.) | Marcatori | 45’, 74’ Gaarde 88’ Ijeh |

#### Girone di ritorno
| Arbitro: | Hauge (Bergen) |

|                  |           |                            |
| Jalland 37’, 76’ | Marcatori | 14’ Moldskred 19’ Sequeira |

| Arbitro: | Alseth (Stjørdal) |

|                         |           |                                |
| Hauger 13’ Nannskog 89’ | Marcatori | 27’ Johnsen 64’ (rig.) Storbæk |

| Arbitro: | Moen (Haugesund) |

|                |           |  |
| Berre 61’, 64’ | Marcatori |  |

| Arbitro: | Skjerven (Kaupanger) |

|         |           |                       |
| Aas 52’ | Marcatori | Johnsen 14’ Berre 30’ |

| Arbitro: | Skjerven (Kaupanger) |

|                     |           |  |
| Tettey 36’ Koné 59’ | Marcatori |  |

| Arbitro: | Staberg |

|                                           |           |                           |
| Jalland 20’ Fredheim Holm 40’, 66’ (rig.) | Marcatori | 47’ Borre 69’ (rig.) Årst |

| Arbitro: | Sælen (Bergen) |

|            |           |                              |
| Madsen 66’ | Marcatori | 13’ Grindheim 64’, 82’ Berre |

| Arbitro: | Berntsen (Vang) |

|                              |           |  |
| Thomassen 1’ Þorvaldsson 10’ | Marcatori |  |

| Arbitro: | Staberg |

|          |           |                                                |
| Ruud 78’ | Marcatori | 5’ (aut.) Muri 13’ Zajić 49’ Berre 89’ Jalland |

| Arbitro: | Hauge (Bergen) |

|                 |           |                                   |
| Þorvaldsson 10’ | Marcatori | 23’ Occean 77’ Sundgot 81’ Brenne |

| Arbitro: | Moen (Haugesund) |

|                                    |           |               |
| Simonsen 32’ Ighalo 52’ Holmen 86’ | Marcatori | 12’ Grindheim |

| Arbitro: | Edvartsen (Hamar) |

|                                 |           |             |
| Grindheim 22’ Fredheim Holm 33’ | Marcatori | 43’ Austnes |

| Arbitro: | Sælen (Bergen) |

|               |           |             |
| Ijeh 45’, 61’ | Marcatori | 86’ Storbæk |

### Coppa di Norvegia
| Arbitro: | Frydenlund |

|  |           |                                      |
|  | Marcatori | 15’ Sørensen 49’ Mathisen 89’ Wæhler |

| Arbitro: | Frydenlund |

|                   |           |                                                      |
| Dokken 4’ Paul 8’ | Marcatori | 28’ (rig.) Fredheim Holm 36’ dos Santos 62’ Sørensen |

| Arbitro: | Hauge (Bergen) |

|                                           |           |          |
| Mathisen 24’ Berre 48’, 83’ Grindheim 81’ | Marcatori | 54’ Hagh |

| Arbitro: | Sælen (Bergen) |

|                                   |           |              |
| Kleiven 8’ Joyce 19’ Bredvold 90’ | Marcatori | 71’ Sørensen |

### Coppa UEFA
| Arbitro: | Buttimer |

|  |           |           |
|  | Marcatori | 31’ Lange |

| Arbitro: | Jech |

|              |           |  |
| Berre 90'+2’ | Marcatori |  |

| Arbitro: | Granat |

|                     |           |                |
| Bička 45'+1’ (rig.) | Marcatori | 76’ dos Santos |

| Arbitro: | Vad |

|                                                                    |           |  |
| Grindheim 5’, 45'+1’ Sørensen 42’ Horn 67’ Storbæk 81’ Brix 90'+1’ | Marcatori |  |

| Arbitro: | McDonald |

|                       |           |  |
| Kuljić 41’ Lasnik 62’ | Marcatori |  |

| Arbitro: | Matějek |

|                               |           |                            |
| dos Santos 51’ Bąk 87’ (aut.) | Marcatori | 22’ Kuljić 90'+1’ Ačimovič |